# Harvard Man
Harvard Man ist eine US-amerikanische Krimikomödie von Regisseur James Toback.

## Handlung
Der Film handelt von dem jungen Harvard-Studenten Alan Jensen. Alan studiert Philosophie, spielt im Harvard-Team Basketball und lebt in der malerischen Umgebung von und in Harvard weitestgehend unbelastet. Er hat ein Verhältnis mit seiner Philosophieprofessorin und eine feste Freundin namens Cindy, die Tochter eines Mafia-Bosses ist. In einem Lokal erfährt er, dass seine Eltern Hab und Gut bei einem Tornado verloren haben.
Alan besucht seine Eltern im notdürftig errichteten Zwischenlager in einer Turnhalle und bietet seine Hilfe an. Sein Vater jedoch entgegnet, dass Alan sich auf sein Studium und auf das anstehende Basketballspiel konzentrieren solle. Der Aufbau einer neuen Existenz würde 100.000 $ kosten, die keiner der drei Familienmitglieder hat, eigentlich ist schon das Studium in Harvard zu viel. Alan kehrt zurück.
Dort angekommen bittet er seine Freundin Cindy um Rat und schließlich um das Geld. Er denkt noch, dass ihr Vater lediglich ein reicher Geschäftsmann sei, doch ein Besuch bringt Klarheit. Cindy plant, ein Basketballspiel mit Alans Beteiligung zu manipulieren und aus dem damit vorhersehbaren Ergebnis mittels Wette Kapital zu schlagen. Zum einen solle Alan sein Geld bekommen, um seinen Eltern helfen zu können, zum anderen will sich Cindy so selbst bereichern. Sie weiht ihren Vater nicht ein und berücksichtigt etwaige Folgen nicht, stattdessen beginnt sie mit einem scheinbaren Freund in einem Wettbüro ein gewagtes Pokerspiel, um ihren möglichen Wettgewinn zu maximieren. Von einer befreundeten Studentin erhält Alan derweil 15.000 Mikrogramm LSD in Form von drei Zuckerwürfeln. Seine Professorin versucht erfolglos Alan vor den Drogen zu warnen.
Mitten in der Nacht besucht er Marcus, den Starspieler seiner Mannschaft, und erfragt dessen Reaktion, wenn der Spielausgang des kommenden Spiels unerwartet ausfallen würde. Marcus wimmelt ihn ab, da er gerade Damenbesuch hat. Alan, den Gewissensbisse plagen, versucht mit Chesney Kontakt aufzunehmen, wird dabei allerdings Zeuge eines Dreiers zwischen Chesney und einem ihm unbekannten Pärchen.
Alan manipuliert das Basketball-Spiel und bekommt Ärger mit Marcus. Nachdem Alan von Cindy das Geld erhalten hat, fliegt er zu seinen Eltern. Er übergibt ihnen das Geld und sorgt mit Ausflüchten dafür, dass die beiden nichts von seinen illegalen Machenschaften erfahren. Auf dem Rückflug schluckt er alle drei Würfel LSD, so dass er eine massive Überreaktion auf das LSD zeigt. Derweil wird Cindy von Kelly Morgan aufgesucht, die eine als Geldbote und Sekretärin getarnte FBI-Agentin ist. Sie versucht Cindy zu erpressen, was ihr letztlich aber nicht gelingt. Alan wird im Flugzeug von Teddy Carter in die Mangel genommen, leidet aber unter den Auswirkungen des Trips. Die beiden FBI-Agenten versuchen ihn zur Mitarbeit zu bewegen, aber Alan brabbelt nur unverständliches Zeug und flieht aus dem Wagen. Völlig desorientiert läuft er über den Campus. 
Schließlich stößt er auf Cindy und Chesney. Chesney hat mittlerweile von den kriminellen Machenschaften von Alan erfahren, da das FBI-Pärchen ihre Bettgespielinnen waren. Alan flieht vor den beiden, wird vom FBI wieder eingefangen und kann auch diesen wieder entkommen. Chesney kann ihn telefonisch zu einem befreundeten Arzt lotsen, der Alan von seinem nicht enden wollenden Trip befreit.
Mit Chesney zusammen heckt er einen Plan aus: Bei einem weiteren Swinger-Treffen zwischen den FBI-Agenten, einer weiteren Frau und jeder Menge Kokain macht Alan heimlich Fotos und kann so sowohl das FBI erpressen als auch die Mafia beschwichtigen. Der Film endet mit einem Drogen-Flashback von Alan.

## Kritiken
- Das Lexikon des internationalen Films schrieb, der Film sei „elegant erzählt“ und eine „Parabel um Manipulierbarkeit und die Auflösung sozialer Schranken“.[1]

- Thomas Brendel (moviemaze.de): "James Toback wollte ursprünglich Leonardo DiCaprio für die Rolle des Alan haben, nur ist der anscheinend in der Lage, gute von schlechten Drehbüchern zu unterscheiden."

- Movieman.de: "Buffy als Mafiatochter, man höre und stöhne, äh staune."